# Oblatos de São José
Oblatos de São José (em latim: Congregatio Oblatorum S. Ioseph; abreviado OSJ) é um instituto religioso católico fundado em 14 de março de 1878, por São José Marello. Conta com províncias ou delegações na Itália, Filipinas, Estados Unidos, México, Peru, Brasil, Bolívia, Índia, Polônia e Nigéria. A congregação também tem membros na Austrália e na Indonésia.
O nome da congregação e seu padroeiro é São José, esposo da Virgem Maria e pai adotivo de Jesus. 

## História
A intenção original de Jose Marello era fundar uma associação simples de homens dedicados a uma espiritualidade comum, servindo à igreja local na catequese e auxiliando o clero, sem professar publicamente os votos canônicos em um instituto religioso.
Em 14 de março de 1878 abriu uma casa, a qual denominou "Companhia de São José", e convidou quatro candidatos para serem membros. Em 1883 começou a aceitar candidatos ao sacerdócio junto com candidatos a irmãos leigos. A Companhia se tornou conhecida como "os Oblatos de São José". Em 15 de setembro de 1921, os Oblatos foram aprovados como instituto internacional de status pontifício.

## Apostolados e Ministérios
O principal apostolado dos Oblatos de São José é trabalhar com os jovens e os pobres. No entanto, o plano inicial de Jose Marello era de que servissem em qualquer capacidade que o bispo local considerasse necessário, desde que fosse consistente com a espiritualidade e a vida dos de seus membros. Os apostolados comuns incluem educação e catequese da juventude, pastoral paroquial, serviço aos pobres e desfavorecidos e orfanatos.

## Organização
Os Oblatos de São José são liderados por um Superior Geral e pelo Conselho Geral de quatro membros. As regiões geográficas estão organizadas em Províncias e Delegações, cada uma delas chefiada por um Provincial ou Delegado, respectivamente.
O Superior Geral e seu Conselho têm mandato de seis anos; Os Provinciais e Delegados têm mandatos de três anos. Cada comunidade tem um superior ou reitor, que também cumpre um mandato de três anos. Os membros do instituto são obrigados por sua regra a viver em comunidade, a menos que seja concedida permissão excepcional.